# Ospiti pericolosi
Ospiti pericolosi (Le petit garçon) è un film del 1995 diretto da Pierre Granier-Deferre, tratto da un romanzo di Philippe Labro.

## Trama
Durante l'occupazione tedesca, a Montégut, un piccolo comune nel sud della Francia, un bambino vede transitare nello château di famiglia dei rifugiati che suo padre sta aiutando a sfuggire alla deportazione. Le cose si complicano quando la zona libera viene occupata, e la casa deve ospitare militari tedeschi.